# Bois cordé
 (janvier 2021).
Si vous disposez d'ouvrages ou d'articles de référence ou si vous connaissez des sites web de qualité traitant du thème abordé ici, merci de compléter l'article en donnant les références utiles à sa vérifiabilité et en les liant à la section « Notes et références ».
Ne doit pas être confondu avec Bois de corde.

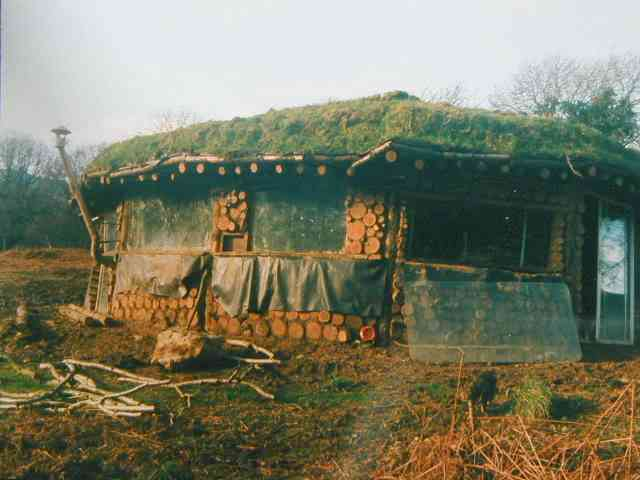
Maison en bois cordée construite au Pays de Galles en 1997/1998.

La construction en bois cordé est une méthode de construction dans laquelle des bûches sont écorcées et assemblées par un isolant entre les bûches et du mortier aux deux bouts. Vu de face, il présente les extrémités des bûches. La seule condition est que le bois soit très sec lors de la construction. Le mortier se compose de sable, de sciure, de ciment et de chaux.

## Histoire
Des vestiges de structures en bûches remontent à environ 1000 ans dans le nord de la Grèce et la Sibérie. Des versions plus contemporaines peuvent être trouvées en Europe, en Asie, aux Amériques. Les origines exactes de ce mode de construction bûches sont inconnues. La technique a une brève période de popularité dans le nord des États-Unis pendant la Grande Dépression, principalement en raison de ses matériaux peu coûteux et la facilité de construction, conduisant à ce qu'elle soit appelé le «logement dépression» dans certaines régions du Wisconsin, le Vermont et l'État de New York.

## Le bois
Ce mode de construction permet une utilisation économe des extrémités des grumes ou des arbres tombés dans les zones densément boisées. D'autres sources courantes sont les scieries, le bois fendu, les poteaux électriques (sans créosote) ou encore les rémanents d'exploitation forestière. Il est plus durable et souvent économique d'utiliser des matériaux recyclés pour ces murs. Indépendamment de la source, tout le bois doit être écorcé avant que la construction commence. Alors que plus de 30 types de bois différents peuvent être utilisés, les bois les plus souhaitables sont résistants à la pourriture tels l'if de l'Ouest, le cyprès chauve (nouvelle croissance), le cèdre et le genévrier. D'autres bois acceptables comprennent également le pin douglas, le mélèze, le pin blanc, l'épinette pin, le peuplier, le cèdre rouge et le pin de Monterey.
Moins denses, les bois aérés sont supérieurs parce qu'ils rétrécissent et se développent dans des proportions moindres que les feuillus denses comme l'orme, l'érable, le chêne et le hêtre. La plupart des bois peuvent être utilisés dans un mur s'ils sont secs et stabilisés à l'humidité relative du climat extérieur. Par ailleurs, une espèce et une source identique sont préférables car ils limitent la dilatation ou la contraction.
Si une grosse bûche présente une craque, il vaut mieux la fendre en deux ou plusieurs morceaux. Une fois que la bûche est fendue, elle ne se refendra plus. De plus, les petites bûches se transportent mieux, sont moins lourdes et jouent moins que les grosses une fois le mur terminé. Une étape importante dans l'étanchéité du mur de bois cordé consiste à huiler les bouts des bûches.
L'écorce doit être enlevée au printemps car la sève fournit une couche lubrifiante entre l'écorce et le bois, ce qui rend la séparation plus facile. Le bois devrait sécher pendant au moins trois étés afin de limiter le fractionnement. Après séchage, les bûches doivent être sciées à la longueur désirée (généralement entre 40 et 60 cm). Dans ce cas, une scie à main en métal est préférable à une tronçonneuse parce que sa coupe est plus fine.

## Le mortier
Le mortier est posé aux extrémités des bûches sur environ 10 cm. Le milieu est rempli d'isolant. Il importe donc de mouiller, le soir venu, la partie du mur faite dans la journée pour l'humidifier et aussi pour le lisser. En le lissant comme il faut avec un gros pinceau, on le fait bien prendre autour des bûches. Pour que le mortier adhère bien à chaque bûche, le faire déborder un peu sur celles-ci pendant la construction pour le lisser par la suite ; la force du mur est assurée par les joints.
Rob Roy, un bâtisseur de bûches expérimenté, recommande un mélange de mortier en volume réparti comme suit :
- 9 parties de sable
- 3 parties de sciure mouillée : les scieries et la poussière de tronçonneuse sont d'excellentes sources ; la sciure est préalablement trempée dans l'eau avant utilisation, elle agit comme une éponge à partir de laquelle le mortier attire l'humidité rendant ainsi le séchage lent et réduit les fissures. Un ralentisseur du ciment commercial peut remplacer la sciure, mais il a un plus grand impact environnemental.
- 3 parties de mortier de maçonnerie, au pire du ciment Portland type I ou II.
- 2 parties de chaux (hydratée ou type S) : la chaux pour construction rend le mur plus souple et respirant.

Richard Flatau, dans son livre Cordwood Construction: A Log End View (2007), suggère d'utiliser le mélange suivant pour un volume divisé en 7 parties :
- 3 parties de sable
- 2 parties de sciure de bois
- 1 partie de ciment
- 1 partie de chaux hydratée.

Ce mortier a l'avantage de sécher lentement et de mieux réduire la fissuration qu'avec la sciure. Il recommande également l'ombrage des travaux de maçonnerie du plein soleil en les couvrant à la fin de la journée. Les finitions d'étanchéité pour les murs comprennent un plâtre de chaux et de sable enduit d'huile de lin avec un additif d'étanchéité. Un long auvent et une fondation forte aident à réduire les dégâts dû aux intempéries.

## Processus de construction
Avant de construire, la condition du sol doit être vérifiée pour soutenir les lourds murs en bois cordé. La quantité de travail relative à l'obtention d'une valeur spécifique de résistance thermique est plus élevée par rapport aux ballots de paille ou la construction en ossature de bois.

## La masse thermique et l'isolation
La masse thermique rend plus facile le maintien de la température intérieure. La masse thermique ne remplace pas la fonction du matériau d'isolation, mais est utilisé en conjonction avec elle.
Selon une variété de facteurs (épaisseur de paroi d'environ 40 cm avec un espace au centre d'environ 15 cm, le type de bois, la recette de mortier), la valeur isolante d'un mur en bois cordé est généralement inférieure à celle d'un mur à ossature à haute efficacité. Ils ont toutefois une plus grande masse thermique que l’ossature, mais moins que la brique et le mortier commun. Un mur composé seulement de bois cordé et de mortier ne fournit habituellement pas une isolation suffisante pour une vie confortable dans les régions enneigées.
Voici quelques valeurs de résistance thermique à titre de comparaison :
- une maçonnerie de pierre : 0,08 par pouce
- le béton : 0,13 par pouce
- la brique commune : 0,20 par pouce
- un tronc de cèdre rouge : 1,25 par pouce
- une isolation en fibre de verre : 3,16 par pouce

Toutefois, le bois est un matériau anisotrope par rapport au flux de chaleur. Cela signifie que sa résistance thermique dépend de la direction du flux de chaleur par rapport à grain du bois. Bien que le bois se voit attribuer une résistance thermique d'environ 1,25 par pouce (en fonction du contenu des espèces et de l'humidité), cela ne s'applique que si le flux de chaleur est perpendiculaire aux fibres, comme cela se produit dans la construction à ossature de bois communs. Or avec le bois cordé, la direction du flux de chaleur est parallèle aux fibres. Dans cette configuration, la valeur est réduite d'environ 40 %. Ainsi, la réelle résistance thermique du bois cordé est plus proche d'environ 0,50 par pouce.
L'ajout d'un isolant dans le mur, comme de la fibre de verre, de la cellulose, ou un mélange de sciure de bois isolée améliore la résistance thermique pour arriver à une valeur de 3,7 par pouce. La sciure est efficace et probablement la moins chère des matériaux utilisables. On la rend inerte en la mélangeant de façon homogène avec de la chaux, au ratio de douze volumes de bran de scie pour un de chaux. Ceci l’assèche suffisamment et empêche les bestioles d’y vivre, autant les insectes que les rongeurs, et les moisissures de s’y développer.

## Coût financier
Une maison en bois cordé peut être construite pour un coût nettement moindre qu'une construction classique, surtout si le travail se fait principalement par le propriétaire ou des bénévoles. Si un mur est construit de façon compétente, il ne demandera moins d'entretien à long terme mais sera aussi moins cher à construire. Par contre, une mauvaise isolation augmentera les coûts de chauffage.